# Yukpa

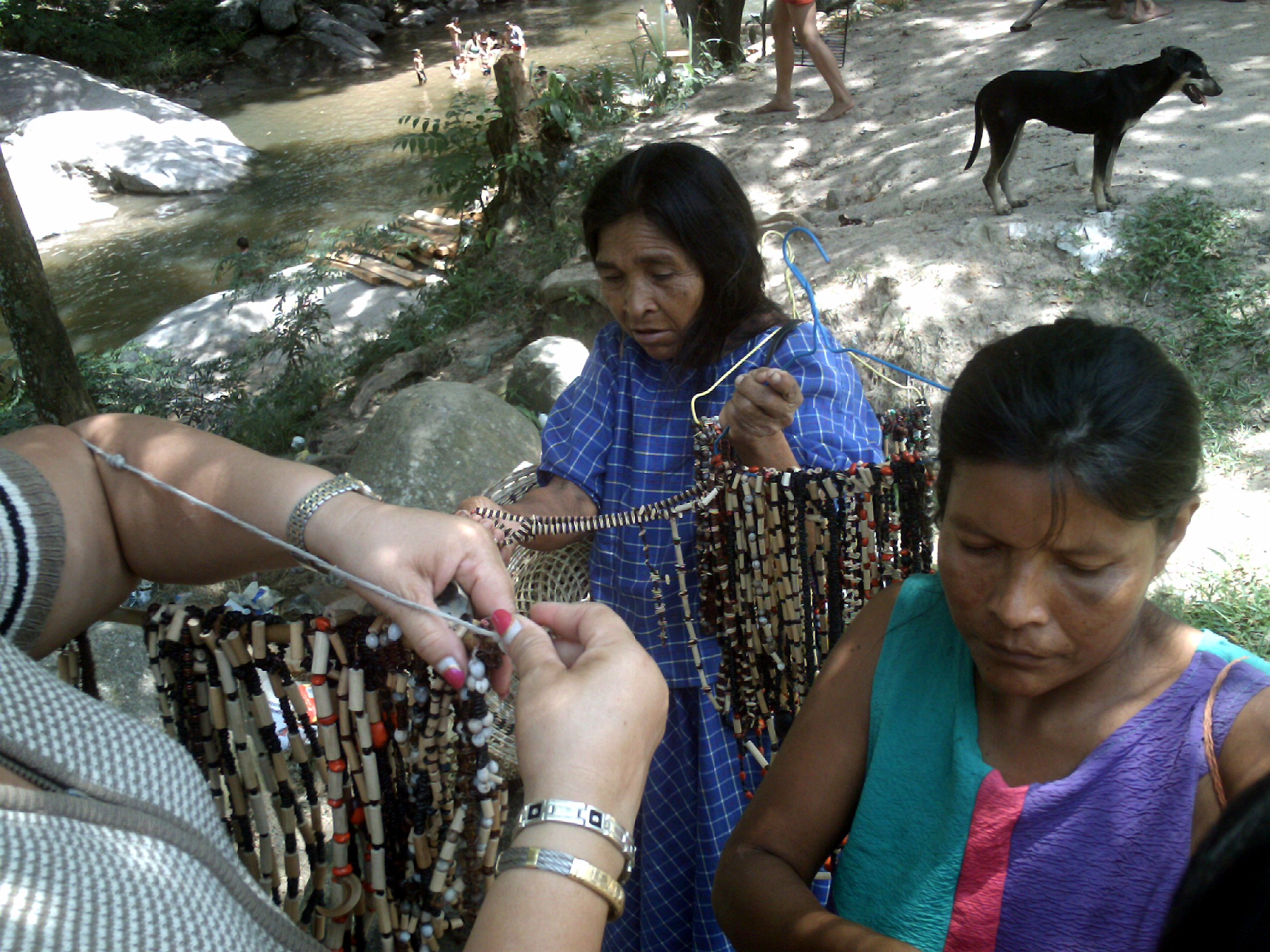
Frauen der Yukpa-Ethnie an einem Fluss in der Sierra de Perijá

Die Yukpa (auch Yucpa, Yu'pa) oder Yuko genannt, sind ein indigenes Volk, welches auf beiden Seiten der Sierra de Perijá, also sowohl in Kolumbien als auch in Venezuela lebt. In Kolumbien wird immer noch die Bezeichnung Yuko verwendet, obwohl dies Feind bedeutet, die Selbstbezeichnung ist hingegen Yukpa.

## Geschichte
Die spanischen Eroberer hatten begonnen, die Vorfahren der Yukpa gewaltsam von ihrem Land zu vertreiben. Die meisten Vertreibungen erfolgten jedoch erst im 20. Jahrhundert. Während der Diktatur von Marcos Pérez Jiménez in den 1950er Jahren war die Enteignung besonders intensiv. Viele Yukpa leben in von Missionaren angelegten Siedlungen. Dort fanden sie eine gewissen Schutz. In den 1970er Jahren stiegen die Yukpa aus dem schutzbietenden Perijá-Gebirge hinab, um das Land ihrer Vorfahren wieder zu besiedeln.

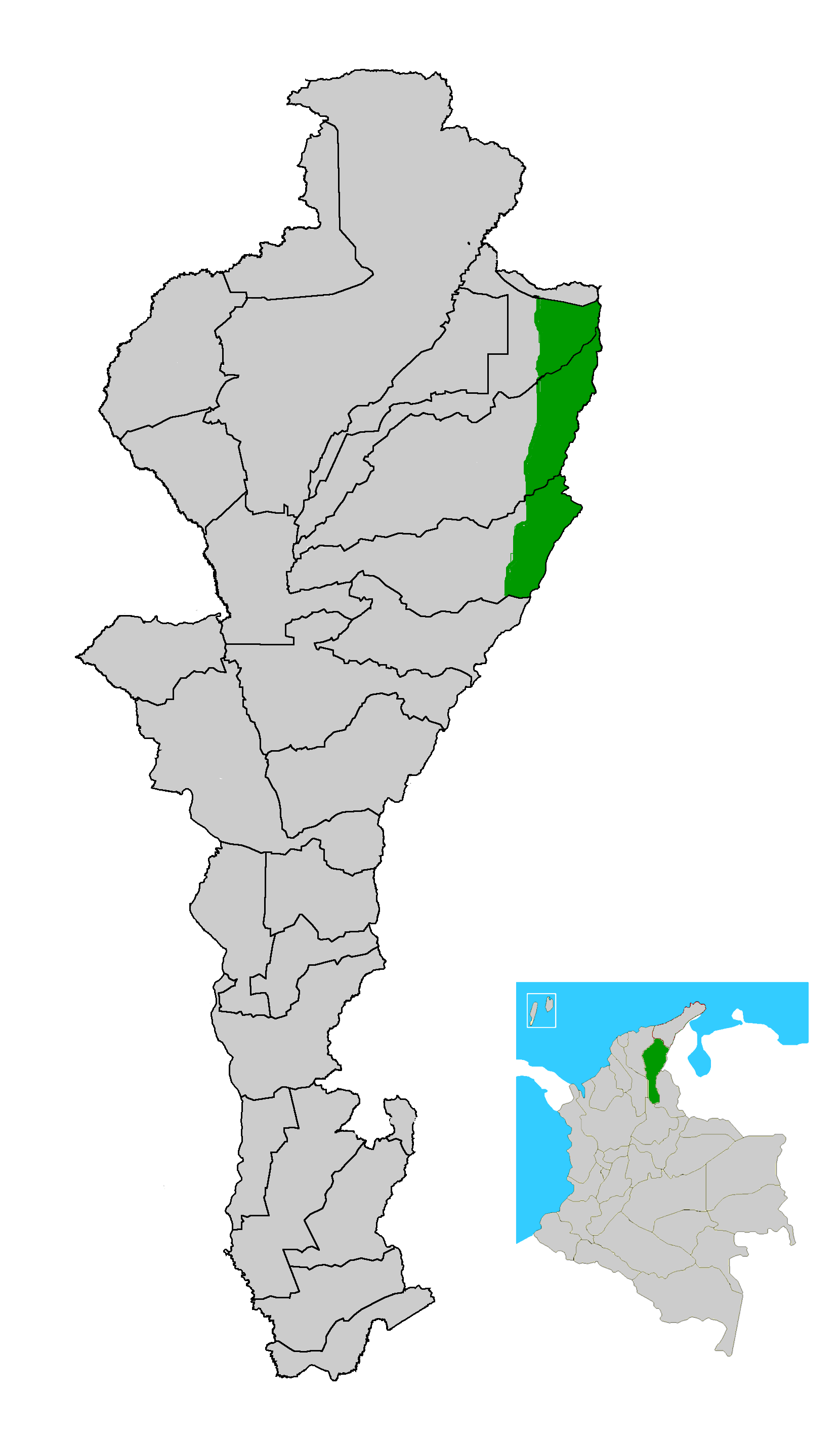
Siedlungsgebiet im Departamento del Cesar in Kolumbien.

## Siedlungen
In Kolumbien siedeln sie in einem 33.678 ha umfassenden Gebiet im Departamento Cesar und in Venezuela im Bundesstaat Zulia. Gemäß dem kolumbianischen Kulturministerium lebten 2005 in Kolumbien 4.761 Yukpa, und in Venezuela, dem Zensus von 2011 zufolge, 10.877 Yukpa, was zwei Prozent der venezolanischen indigenen Bevölkerung ausmacht. Die Yukpa sind in zahlreiche Gruppen mit unterschiedlichen Dialekten unterteilt. Die Sprache der Yukpa gehört zur Sprachfamilie der Carib-Sprachen.

## Forderung nach Restaurierung von Landrechten
Der Großteil ihres angestammten Landes ist in den Händen von überwiegend weißen Großgrundbesitzern. Viele der Yukpa fordern die Restaurierung von Landrechten aus vorkolonialen Zeiten.
In Venezuela beanspruchen die Yukpa ein zusammenhängendes Gebiet im nordwestlichen Grenz-Bundesstaat Zulia. Die dort siedelnden Viehzüchter verfügten lange Zeit über hervorragende Beziehungen zu Politik und Sicherheitsorganen, um ihre Machtposition zu sichern, und nationale Unternehmen und internationale Konzerne haben mit der Ausbeutung von Rohstoffen wie Kohle und Erzen begonnen. Ende des Jahres 2005 hatten Parlament und Regierung Venezuelas das „Gesetz über die indigenen Völker und Gemeinden“ beschlossen. Damit werden den 35 indigenen Gruppen des Landes die traditionell von ihnen bewohnten Gebiete übertragen. Die Eigentumstitel sind für die indigenen Gemeinden unveräußerlich, unverjährbar und nicht pfändbar. Seitdem hatten die Großgrundbesitzer der Region verstärkt paramilitärische Gruppen aufgebaut und Angehörige der Yukpa-Gemeinden ermorden lassen, darunter im Jahr 2015 den durch seinen Kampf um die Landrechte der indigenen Bevölkerung landesweit bekannt gewordenen Yupka-Sprecher Sabino Romero. Nach Angaben von Aktivisten sind bis heute insgesamt zehn Menschen umgebracht worden, doch lediglich der Mord an Sabino Romero wurde bisher vor Gericht verhandelt und seine Täter bestraft. Im August 2015 erreichte die Kampagne von Umwelt- und indigenen Gruppen, dass Präsident Maduro ein Dekret zurückzog, mit dem weitere Minen in der an Mineralien reichen Region erlaubt worden waren.